# Гейл Нортон
Гейл Енн Нортон (англ. Gale Ann Norton; нар. 11 березня 1954, Вічита, Канзас) — американський політик-республіканець. З січня 2001 по березень 2006 вона була Міністром внутрішніх справ Сполучених Штатів у кабінеті президента Джорджа Буша-молодшого, перша жінка на цій посаді.
У 1975 році вона з відзнакою закінчила Денверський університет. З 1979 по 1983 Нортон була помічником заступника Міністра сільського господарства США, пізніше працювала юристом у Міністерстві внутрішніх справ США. З 1991 по 1999 — Генеральний прокурор штату Колорадо.
У кінці 70-х років вона була членом Лібертаріанської партії, третьої за величиною партії США, але пізніше приєдналась до республіканців. У 1996 році намагалась стати кандидатом Республіканської партії до Сенату США, але була переможена Вейном Аллардом на внутрішньопартійних праймеріз.